# 京都竹の郷温泉
京都竹の郷温泉（きょうとたけのさとおんせん）は京都市西京区大原野の洛西ニュータウンの中央に位置する温泉である。嵐山・嵯峨野にも近く、鈴虫寺・善峯寺・桂離宮（いずれも京都市内）や亀岡市にある京都府立京都スタジアム（愛称：サンガスタジアム by KYOCERA）も車で30分の圏内にある。

## 泉質
- 単純温泉（低張性弱アルカリ温泉）の「1号温泉」と、ナトリウム-炭酸水素塩泉（低張性弱アルカリ冷鉱泉）の「2号温泉」の2つの源泉を使用する。2号温泉は泉温20.8℃、pH8.10[1]。

## 温泉街
宿泊施設は「ホテル京都エミナース」1軒のみで、併設されている温浴施設「京都竹の郷温泉 万葉の湯」では日帰り入浴も可能である。施設自体は1984年に「国民年金京都会館 京都エミナース」として開業し、2002年10月に温泉が開湯した。跡地のプールは移転することなく閉業した。また、同時期にエミナースボウルとしてボウリング場が３Fにリニューアルオープンしたが、2022年に閉業した。
2009年には独立行政法人年金・健康保険福祉施設整理機構により学校法人明治東洋医学院に売却された後、2017年12月に万葉倶楽部株式会社が取得した。その後、温泉施設の改修が行われ、2021年11月6日に「京都 竹の郷温泉 万葉の湯」がグランドオープンした。

## 歴史
- 2002年（平成14年）10月 - 温泉が開湯する[4]（※当温泉を併設するホテルは1984年（昭和59年）に開業[3]）。
- 2009年（平成21年） - 施設売却により、運営権を学校法人明治東洋医学院に譲渡する[8]。
- 2017年（平成29年）12月 - 施設売却により、運営権を万葉倶楽部株式会社に譲渡する。
- 2021年（令和3年）11月6日 - 温泉施設改修工事を経て、「京都 竹の郷温泉 万葉の湯」がグランドオープン[9]。

## アクセス
公共交通機関
- JR西日本JR京都線（東海道本線）
  - 京都駅[注 1]より京都市バス。「境谷大橋」停留所下車、徒歩1分[10]。
  - 桂川駅より京都市バス。「境谷大橋」停留所下車、徒歩1分[10]。    - （※同停留所を経由しない路線は「洛西バスターミナル」停留所下車、徒歩3分[10]）

- 阪急電鉄京都本線
  - 桂駅[注 2]または洛西口駅より京都市バス。「境谷大橋」停留所下車、徒歩1分[10]。

送迎バス
- ［JR桂川駅 - 阪急洛西口駅 - ホテル京都エミナース］間を直通運行する無料送迎バスを運行している（※昼前 - 夕方に8往復（1時間おき）を運行）[11]。

自動車
- 京都縦貫自動車道大原野IC下車、約7分[10]。